# علی حضرتی
علی حضرتی تهیه‌کننده و کارگردان و نویسنده سینما، اهل ایران است. وی فرزند الیاس حضرتی سیاستمدار و نماینده سابق اصلاح‌طلب تهران در دوره دهم مجلس شورای اسلامی است.

## زندگی
علی حضرتی به عنوان مدیر ویژه نامه هنری تماشاخانه فعالیت خود را آغاز کرد و پس از آن به تهیه‌کنندگی تئاتر پرداخت و پس از آن در سال ۱۳۹۲ اولین فیلم کوتاه خود به نام صبح روز بعد را تهیه کرد و سپس سراغ تهیه‌کنندگی فیلم‌های سینمایی خداحافظی طولانی و نیمرخ ها رفت. او همچنین آلبوم صوتی آهوی بخت من گزل محمود دولت‌آبادی به کارگردانی مانی حقیقی را نیز تهیه کرده‌است.
او در سال ۱۳۸۴ برای فیلم خداحافظی طولانی در هفت رشته و از جمله بهترین فیلم کاندید شد. او در سال ۱۳۹۴ نیز برای فیلم نیمرخ‌ها به عنوان بهترین فیلم بخش هنر و تجربه انتخاب گردید. در سال ۱۳۹۵ علی حضرتی فیلم سینمایی یک قناری یک کلاغ را به کاگردانی اصغر عبداللهی ساخت .در سال ۹۵ علی حضرتی ، اولین فیلم کوتاه خود به نام ساعت ساز را کارگردانی کرد. در پاییز ۱۳۹۶ فیلم سینمایی اردک لی به کارگردانی بهروز غریب پور کلید خورد و برای نمایش در سی و ششمین جشنواره فیلم فجر آماده شد.
علی حضرتی به عنوان نویسنده و کارگردان نخستین فیلم سینمایی خود را در سال ۱۳۹۸ به نام سازهای ناکوک ساخت. این فیلم به تهیه کنندگی فرشته طائرپور، ماجرا زندگی دو خواهر را روایت می‌کند. در سال ۱۴۰۰، «شهرک»، دومین فیلم سینمایی علی حضرتی به عنوان نویسنده و کارگردان و تهیه کنندگی علی سرتیپی ساخته شد.این فیلم که در چهلمین دوره‌ی جشنواره‌ی فیلم فجر حضور یافت، ماجرای‌ جوانی علاقمند به بازیگریست که در تست یک فیلم سینمایی بزرگ قبول می‌شود و برای پیوستن به این پروژه باید شرایط ویژه و تمرین های روحی و روانی گروه بازیگران در شهرکی ایزوله شده را بپذیرد.

## تئاتر شناسی

### تهیه کننده
- مکبث
- طعم آلوی جنگلی
- با جانی دپ در فتوشاپ
- خاکستری
- شهر تنهایی من

## فیلم‌شناسی

### تهیه کننده
- اردک لی (۱۳۹۶)
- یک قناری یک کلاغ[۱۰](۱۳۹۵)
- نیمرخ‌ها (۱۳۹۴)
- خداحافظی طولانی (۱۳۹۳)
- صبح روز بعد (فیلم کوتاه (۱۳۹۲)

### کارگردان
- ساعت ساز ( فیلم کوتاه )  (۱۳۹۵)

- سازهای ناکوک (۱۳۹۸)

- شهرک (۱۴۰۰)

### نویسنده
- سازهای ناکوک (۱۳۹۸)

- شهرک  (۱۴۰۰)

## جوایز
| جشنواره                       | قسمت                        | نامزد     | فیلم                  | نتیجه    |
| ----------------------------- | --------------------------- | --------- | --------------------- | -------- |
| سی و چهارمین جشنواره فیلم فجر | بهترین فیلم بخش هنر و تجربه | علی حضرتی | نیمرخ‌ها(۱۳۹۴)         | برنده    |
| سی و سومین جشنواره فیلم فجر   | بهترین فیلم بخش اصلی        | علی حضرتی | خداحافظی طولانی(۱۳۹۳) | نامزدشده |